# Lillian Tindyebwa
Lillian Tindyebwa es una escritora ugandesa que vive en Kampala. Es autora de numerosos libros, en particular la novela Receta para el desastre, publicada en 1994 como parte de la serie juvenil Fountain. Es miembro fundadora de FEMRITE, y fundadora de la Asociación de Escritores Religiosos de Uganda.

## Trayectoria
En palabras de la propia Lillian Tindyebwa: «La lectura ejerció gran influencia sobre mi y crecí leyendo muchos libros en casa. Mi difunto padre era profesor de inglés y, aunque nunca escribió, leía mucho. Cuando estaba en primaria, recuerdo especialmente haber encontrado una vieja copia de El progreso del peregrino de Bunyan entre sus cosas y leerla. A menudo pensé que podría ser escritora, especialmente durante la secundaria. Por alguna razón desconocida, posiblemente por falta de referentes, no me decidí a escribir hasta mucho más tarde en mi vida».
Tiene una maestría en literatura de la Universidad Makerere, Kampala, Uganda.

## Carrera como escritora
La novela de Tindyebwa, Recipe for Disaster (Receta para el desastre) (1994), publicada por Fountain Publishers, es una de las lecturas obligatorias en las escuelas secundarias de Uganda. Forma parte de la serie juvenil Fountain. Tindyebwa ha escrito tres cuentos infantiles: A Day to Remember (Un día para recordar) (2008), A Will to Win (Voluntad de ganar) (2008) y Maggie’s Friends (Los amigos de Maggie) (2008). Todos ellos están publicados en inglés por Macmillan Publishers. Su cuento "Looking for my Mother" ("Buscando a mi madre") ha sido publicado como parte de una antología de FEMRITE, A Woman's Voice. Otros relatos incluidos en las antologías de FEMRITE son: "Hard Truth" («La dura verdad») publicado en Words from a Granary, "Endless Distance" («Distancia infinita») en World of their Own, y "Just a Note" («Sólo una nota») y "Gift of a Letter" («Una carta como regalo»), incluidos en Talking Tales. True life stories of women (Historias de la vida real de mujeres), obra también publicada en las antologías de FEMRITE, incluye los relatos "Betrayed by Fate" ("Traicionada por el destino"), y "Beyond the Dance and the Music" ("Más allá de la danza y la música"), que tratan sobre la mutilación genital femenina en Kapchorwa, Uganda oriental, y "Beyond the Dance and the Music" ("Bailando con un lobo") en I dare to say (Me atrevo a decir). En 2012, promovió un taller de escritura en Littworld 2012, en Nairobi.

## Otras actividades
Desde 2009 fue miembro del comité del jurado del Premio Burt de Literatura Africana para el Proyecto de Libro Infantil para Tanzania, patrocinado por CODE Canadá. También ayudó a capacitar a los escritores participantes en habilidades de escritura creativa. Es directora de la Asociación de Escritores de Fe de Uganda, una organización que capacita y desarrolla la escritura y publicación cristiana.
Es profesora de Literatura y Lingüística en la Universidad de Kabale, en el suroeste de Uganda.
Está casada con Stephen y tienen cinco hijos. Vive en Kampala, Uganda.

### Novelas
- Recipe for Disaster. Fountain Publishers. June 1994. ISBN 978-9970020331.

### Libros infantiles
- A Time to Remember, Macmillan Publishers, 2008.
- Maggie's Friends, Macmillan Publishers, 2008.
- A Will to Win, Macmillan Publishers, 2008.

### Relatos
- "Endless Distance", in Hilda Twongyeirw, ed. (2012). Word of Our Own and other stories. Femrite Publications. ISBN 9789970700257.
- "Beyond the Music and the Dance", in Hilda Twongyeirwe, ed. (2012). I Dare Say: African Women Share Their Stories of Hope and Survival. Chicago: Lawrence Hill Books. ISBN 978-1-56976-842-6.
- "Life Goes On", and "The Second family", in Hilda Twongyeirwe and Aaron Mushengyezi, ed. (2011). Never Too Late. Femrite Publications. ISBN 9789970700233.
- "The Hard Truth", in Peter Wasamba, Harriet Mugambi and Jane Bwoya, ed. (2010). Tales from my Motherland. The Jomo Kenyatta Foundation, Nairobi, Kenya. ISBN 9789966228451.
- "One Day in the Classroom", in Okaka Dokatum and Rose Rwakasisi, ed. (2009). The Butterfly Dance: words and sounds of colour. Femrite Publications. ISBN 978-9970-700-18-9.
- "Mocked by Fate", in Violet Barungi and Hilda Twongyeirwe, ed. (2009). Beyond the Dance: Voices of women on female genital mutilation. Femrite Publications. ISBN 9789970700196.
- "Just a Note", in Violet Barungi, ed. (2009). Talking Tales. Femrite Publications. ISBN 9789970700219.
- "Hard Truth", in Violet Barungi, ed. (2001). Words from a Granary. Femrite Publications. ISBN 9789970700011.
- "Looking for My Mother", in Mary Karooro Okurut, ed. (1998). A Woman's Voice. Femrite Publications. ISBN 9789970901036.
- "Wind under my sails"

### Poemas
- Paz, enPainted Voices: A collage of art and Poetry Volume II. Femrite Publications. 2009. ISBN 9789970700189.
- "Dios está aquí"